# دارفور غربی
دارفور غربی یکی از ۱۵ استان سودان است. 

## جغرافیا
این استان به همراه دو استان دیگر، منطقه دارفور را تشکیل می‌دهند.
مساحت دارفور غربی ۷۹٬۴۶۰ کیلومتر مربع و جمعیت آن در سال ۲۰۰۶ در حدود ۱٬۰۰۷٬۰۰۰ نفر بوده‌است. 
مرکز استان دارفور غربی شهر جُنَینه است.
بسیاری از خشونت‌های نزاع دارفور در این استان رخ داده‌است.

استان دارفور غربی سودان